# Plan 9 Records
Plan 9 Records, originalmente conocido como Blank Records, fue una discográfica independiente estadounidense que fue fundada en 1977 por Glenn Danzig, de la banda The Misfits. La discográfica fue descontinuada en 1995.
En 1977, Danzig fundó Blank Records como medio para distibuir la música de su nueva banda, The Misfits. Después de una sola grabación (el primer sencillo de The Misfits, Cough/Cool), Mercury Records quería usar el nombre como una sub-discográfica. Danzig negoció con Mercury el derecho del nombre por el tiempo cuando The Misfits grabaron el álbum Static Age. Necesitando un nuevo nombre, Danzig decidió el nombre de Plan 9 Records, una referencia a la película de ciencia ficción de Edward D. Wood Jr., Plan 9 del espacio exterior.
La discográfica continuó grabando material de The Misfits, y después el trabajo solista de Glenn Danzig y su banda siguiente, Samhain.
Desde 1987, todo el material era distribuido por Caroline Records.

## Bandas que estaban en Plan 9 Records
- The Misfits.
- The Victims.
- Glenn Danzig (trabajo solista).
- Samhain.

- Datos: Q3906190